# Garpenbergs distrikt
Garpenbergs distrikt är ett distrikt i Hedemora kommun och Dalarnas län. Distriktet ligger omkring Garpenberg i sydöstra Dalarna.

## Tidigare administrativ tillhörighet
Distriktet inrättades 2016 och utgörs av en del av området Hedemora stad omfattade till 1971, delen som före 1967 utgjorde Garpenbergs socken.
Området motsvarar den omfattning Garpenbergs församling hade vid årsskiftet 1999/2000.

## Tätorter och småorter
I Garpenbergs distrikt finns en tätort och en småort.

### Tätorter
- Garpenberg

### Småorter
- Olshyttan (del av)